# Carlo Ross
Carlo Ross (geboren als Karl-Otto Müller; * 7. Februar 1928 in Hagen; † 12. August 2004 ebenda) war ein deutscher Schriftsteller.

## Leben
Er wuchs in Hagen als Sohn einer jüdischen Mutter in ärmlichen Verhältnissen ohne Vater auf. Nach dem Zweiten Weltkrieg arbeitete er journalistisch, später auch als Sozialarbeiter in Hagen, Berlin und Regensburg. Nach seiner Pensionierung begann er schriftstellerisch tätig zu werden und schrieb Jugendbücher sowie historische Romane.
Bei seinen Romanen ...aber Steine reden nicht und Im Vorhof der Hölle handelt es sich um autobiografische Romane, die sein Leben als jüdischen Kind in Hagen nach 1933 erzählen und seine Deportation in das Lager Theresienstadt beschreiben bzw. seine Erlebnisse dort.

## Werke
- … aber Steine reden nicht (1987)
- Nur Gedanken sind frei (1989)
- Michael im Teufelskreis (1990)
- Im Vorhof der Hölle (1991)
- 1492 – Aufbruch ins Abenteuer (1992)
- Des Königs Kinder (1994)
- Mordskameradschaft (1995)
- Dunkle Wolken über Berlin (1997)
- Kreuz und Davidstern (2001)

## Auszeichnungen
- Alfred-Müller-Felsenburg-Preis für aufrechte Literatur, Hagen (1994)
- Preis der Leseratten des ZDF
- Buch des Monats der JU-BU-CREW, Göttingen
- Buch des Monats der Deutschen Akademie für Kinder- und Jugendliteratur, Volkach